# Gudlanarasimhanahalli, Sidlaghatta
Gudlanarasimhanahalli là một làng thuộc tehsil Sidlaghatta, huyện Kolar, bang Karnataka, Ấn Độ.